# أنطونيو دي باز
أنطونيو دي باز (بالإسبانية: Antonio de Paz)‏ هو نحات إسباني، ولد في 1590 في سلامنكا في إسبانيا، وتوفي في 1647. وتبرز أعماله في كنائس وكاتدرائية سالامانكا.

## مسيرته المهنية
لا يُعرف في أي ورشة بدأ أنطونيو دي باز تدريبه، ولكن في ذلك الوقت كان نحاتو مدرسة بلاترسكي لا يزالون نشطين في المدينة، ولكن كان النحاتون أيضًا في سالامانكا في نهاية القرن السادس عشر متأثرين بتكلفية خوان. دي جوني والنهضة الإيطالية. يمكن التعرف على هذه التأثيرات، إلى جانب تأثيرات النحاتين التورونيين إستيبان دي رويدا وسيباستيان دوسيت، في أسلوبه.